# ドミニコ・ワンガニンブロトゥ
ドミニコ・ワンガニンブロトゥ（Dominiko Waqaniburotu、1986年4月20日 - ）は、トップ14・セクシオン・パロワーズに所属するラグビーユニオン選手。

## プロフィール
- フィジー・スバ出身[1]。
- ポジションはロック(LO)。
- 身長 184cm、体重 93kg
- フィジー代表キャップは51（2020年3月現在）。
- 2011W杯・2015W杯・2019W杯のフィジー代表に選ばれ、2019W杯の時は主将を務めた[2]。

## 略歴
ワイカト、CAブリーヴを経て、2019年、ポーに加入。